# HD 108874
HD 108874 è una stella nella costellazione della Chioma di Berenice, distante 223 anni luce dal sistema solare. Sono stati scoperti due pianeti extrasolari attorno alla stella, uno dei quali, HD 108874 b, orbita nella zona abitabile della stella.

## Caratteristiche
La stella è una nana gialla di classe spettrale G5V o G9V, a seconda delle fonti prese in considerazione. Le caratteristiche fisiche della stella sono simili a quelle del Sole; è un poco più fredda (5400 K), ha la stessa massa e un raggio di poco superiore, pari a 1,22 volte quello solare. È una stella più vecchia del Sole, l'età stimata è infatti 7,26 miliardi di anni.

## Sistema planetario
Nel 2003 è stato scoperto il primo pianeta da parte di un gruppo di astronomi guidati da R. Paul Butler. Il pianeta riceve circa la stessa insolazione che riceve la Terra dal Sole, ha infatti una temperatura d'equilibrio che è stata stimata come la più vicina a quella terrestre, pari a 257 K. Ha un semiasse maggiore di 1,05 UA e il periodo orbitale è di 394 giorni.
Nel 2005 è stato scoperto un altro pianeta, HD 108874 c, in risonanza orbitale 4:1 con il primo pianeta; il periodo orbitale è infatti 4 volte quello del pianeta più interno, e anch'esso è un gigante gassoso.
Sotto, un prospetto del sistema di HD 108874.
| Pianeta | Tipo            | Massa           | Periodo orb.  | Sem. maggiore | Eccentricità |
| ------- | --------------- | --------------- | ------------- | ------------- | ------------ |
| b       | Gigante gassoso | >1,25 ± 0,10 MJ | 395,34 giorni | 1,05 UA       | 0,142        |
| c       | Gigante gassoso | >1,09 ± 0,16 MJ | 1732,2 giorni | 2,81 UA       | 0,229        |